# شهرستان اوسترودا
شهرستان اوسترودا (به لهستانی: Powiat Ostróda) یک شهرستان در لهستان است که در استان وارمی-ماسوری واقع شده‌است. شهرستان اوسترودا ۱٬۷۶۴٫۸۹ کیلومتر مربع مساحت و ۱۰۵٬۲۸۶ نفر جمعیت دارد.